# Brashear (Missouri)
Brashear ist eine City im Salt River Township des Adair Countys im US-Bundesstaat Missouri. Das U.S. Census Bureau hat bei der Volkszählung 2020 eine Einwohnerzahl von 235 ermittelt. Die Bevölkerungsdichte lag bei 261 pro km².
Die Stadt Brashear wurde 1872 von Richard Matson Brashear angelegt, die zu seinen Ehren, nach ihm benannt wurde. Richard Matson Brashear war der Sohn von William Gowan Brashear, der 1842 als einer der ersten weißen Siedler, in dieser Gegend gewesen sein soll.

## Demografie
Die bei der Volkszählung im Jahr 2000 ermittelten 280 Einwohner von Brashear lebten in 124 Haushalten; darunter waren 73 Familien. Die Bevölkerungsdichte betrug 309 pro km². Im Ort wurden 124 Wohneinheiten erfasst. Unter der Bevölkerung waren 97 % Weiße; 2½ % gaben die Zugehörigkeit zu mehreren Ethnien an.
Unter den 124 Haushalten hatten 31 % Kinder unter 18 Jahren; 48 % waren verheiratete zusammenlebende Paare. 36 % der Haushalte waren Singlehaushalte. Die durchschnittliche Haushaltsgröße war 2,26, die durchschnittliche Familiengröße 3,00 Personen.
Die Bevölkerung verteilte sich auf 26 % unter 18 Jahren, 6 % von 18 bis 24 Jahren, 25 % von 25 bis 44 Jahren, 26 % von 45 bis 64 Jahren und 16 % von 65 Jahren oder älter. Der Median des Alters betrug 41 Jahre.
Der Median des Haushaltseinkommens betrug 21.750 $, der Median des Familieneinkommens 32.500 $. Das Pro-Kopf-Einkommen in Brashear betrug 11.763 $. Unter der Armutsgrenze lebten 27 % der Bevölkerung.